# Ủy ban An toàn giao thông Quốc gia (Việt Nam)
Ủy ban An toàn giao thông Quốc gia (tiếng Anh: National Traffic Safety Committee) là một tổ chức phối hợp liên ngành, có chức năng giúp Thủ tướng Chính phủ Việt Nam chỉ đạo các Bộ, ngành, địa phương thực hiện các chiến lược, đề án quốc gia về bảo đảm trật tự, an toàn giao thông và triển khai các giải pháp liên ngành nhằm bảo đảm trật tự, an toàn giao thông trong phạm vi Việt Nam.

## Nhiệm vụ và quyền hạn
1. Nghiên cứu, đề xuất với Thủ tướng Chính phủ kế hoạch tổ chức thực hiện các chiến lược, đề án quốc gia, các giải pháp phối hợp liên ngành về bảo đảm trật tự, an toàn giao thông để phát huy tính hiệu quả, đồng bộ trong công tác bảo đảm trật tự, an toàn giao thông. Hướng dẫn các Bộ, ngành, địa phương phối hợp thực hiện sau khi được phê duyệt.
2. Giúp Thủ tướng Chính phủ chỉ đạo, điều hành các hoạt động phối hợp giữa các Bộ, ngành, địa phương để giải quyết, khắc phục hậu quả các vụ tai nạn giao thông đặc biệt nghiêm trọng, các vấn đề đột xuất, phức tạp cần tập trung xử lý liên quan đến tình hình trật tự, an toàn giao thông trên phạm vi cả nước.
3. Giúp Thủ tướng Chính phủ kiểm tra, đôn đốc các Bộ, ngành, địa phương thực hiện chỉ đạo của Chính phủ, Thủ tướng Chính phủ, các chiến lược, đề án quốc gia và các giải pháp liên ngành về bảo đảm trật tự, an toàn giao thông.
4. Định hướng nhiệm vụ và xây dựng kế hoạch tuyên truyền, phổ biến pháp luật về bảo đảm trật tự an toàn giao thông để các Bộ, ngành và các địa phương tổ chức triển khai thực hiện.
5. Hướng dẫn Ban An toàn giao thông các tỉnh, thành phố trực thuộc Trung ương thực hiện các kế hoạch, giải pháp bảo đảm trật tự, an toàn giao thông trên địa bàn quản lý; kiểm tra việc thực hiện của các ngành, các địa phương. Đề xuất hoặc trực tiếp giải quyết các kiến nghị của địa phương để xử lý các tình huống, sự cố xảy ra nhằm bảo đảm an toàn giao thông, chống ùn tắc giao thông.
6. Phối hợp với Ủy ban Quốc gia phòng chống thiên tai và Tìm kiếm cứu nạn chỉ đạo công tác cứu hộ, cứu nạn và khắc phục hậu quả các vụ tai nạn giao thông đặc biệt nghiêm trọng trên các tuyến đường bộ cao tốc, đường sắt quốc gia và các tuyến đường thủy nội địa quốc gia.
7. Phối hợp với Ủy ban nhân dân tỉnh, thành phố trực thuộc trung ương chỉ đạo công tác cứu hộ, cứu nạn và khắc phục các vụ tai nạn, ùn tắc giao thông đặc biệt nghiêm trọng; đề xuất kịp thời các biện pháp nhằm ngăn chặn những tai nạn, ùn tắc tương tự xảy ra.
8. Xây dựng các báo cáo định kỳ hoặc đột xuất về tình hình trật tự an toàn giao thông với Thủ tướng Chính phủ, hoặc các báo cáo về trật tự, an toàn giao thông của Chính phủ với Quốc hội; chỉ đạo công tác phân tích, đánh giá, xác định nguyên nhân tình hình tai nạn, ùn tắc giao thông trên toàn quốc và kiến nghị cấp có thẩm quyền sửa đổi, bổ sung hoặc ban hành mới các cơ chế, chính sách, văn bản quy phạm pháp luật, giải pháp về đảm bảo trật tự, an toàn giao thông.
9. Chỉ đạo việc xây dựng và nhân rộng các mô hình, các điển hình tiên tiến trong công tác bảo đảm trật tự an toàn giao thông.
10. Hợp tác quốc tế trong lĩnh vực bảo đảm trật tự, an toàn giao thông.
11. Chỉ đạo nghiên cứu áp dụng các kết quả khoa học và công nghệ mới trong lĩnh vực bảo đảm trật tự, an toàn giao thông.
12. Đề nghị và thực hiện công tác thi đua, khen thưởng đối với các tập thể, cá nhân có thành tích tiêu biểu, xuất sắc trong hoạt động bảo đảm trật tự, an toàn giao thông.
13. Huy động các nguồn lực ngoài ngân sách để hỗ trợ nạn nhân tai nạn giao thông khắc phục hậu quả, hòa nhập cộng đồng và tiếp tục phát triển.
14. Thực hiện các nhiệm vụ khác do Thủ tướng Chính phủ giao.

## Tổ chức
Tổ chức của Ủy ban An toàn giao thông Quốc gia như sau:
- Chủ tịch Ủy ban: Phó Thủ tướng Chính phủ
- 3 Phó Chủ tịch gồm: 
  1. Bộ trưởng Bộ Giao thông vận tải (Phó Chủ tịch thường trực)
  2. Phó Chủ tịch chuyên trách do Thủ tướng Chính phủ bổ nhiệm;
  3. Thứ trưởng Bộ Công an.
- Ủy viên Ủy ban An toàn giao thông Quốc gia gồm: 
  - Ủy viên thường trực là Thứ trưởng các Bộ: Giao thông vận tải, Y tế, Tài chính, Thông tin và Truyền thông và Phó Chủ nhiệm Văn phòng Chính phủ;
  - Ủy viên là lãnh đạo các Bộ, cơ quan: Quốc phòng, Giáo dục và Đào tạo, Tư pháp, Xây dựng, Đài Truyền hình Việt Nam, Đài Tiếng nói Việt Nam, Thông tấn xã Việt Nam;
  - mời lãnh đạo Ủy ban Trung ương Mặt trận Tổ quốc Việt Nam, Báo Nhân dân, Trung ương Đoàn Thanh niên Cộng sản Hồ Chí Minh, Hội Liên hiệp Phụ nữ Việt Nam, Hội Nông dân Việt Nam, Hội Cựu chiến binh Việt Nam làm Ủy viên Ủy ban An toàn giao thông Quốc gia.

Bộ Giao thông vận tải là cơ quan Thường trực của Ủy ban An toàn giao thông Quốc gia, có trách nhiệm bảo đảm các điều kiện hoạt động của Ủy ban, sử dụng các cơ quan, đơn vị chức năng trực thuộc Bộ để thực hiện các nhiệm vụ của Ủy ban An toàn giao thông Quốc gia.

## Lãnh đạo hiện nay (theo Quyết định số 919/QĐ-TTg)
- Chủ tịch: Trần Hồng Hà, Ủy viên Trung ương Đảng, Phó Thủ tướng Chính phủ [4]
- Phó Chủ tịch:
  - Nguyễn Văn Thắng, Phó Chủ tịch thường trực, Bộ trưởng Bộ Giao thông Vận tải [5]
  - Lê Kim Thành, Phó Chủ tịch chuyên trách [6]
  - Thiếu tướng Nguyễn Ngọc Lâm, Thứ trưởng Bộ Công an [7]
- Ủy viên thường trực:
  - Nguyễn Duy Lâm, Thứ trưởng Bộ Giao thông Vận tải [8]
  - Cao Huy, Phó Chủ nhiệm Văn phòng Chính phủ [9]
  - Nguyễn Thanh Lâm, Thứ trưởng Bộ Thông tin và Truyền thông
  - Võ Thành Hưng, Thứ trưởng Bộ Tài chính
  - Trần Văn Thuấn, Thứ trưởng Bộ Y tế
- Ủy viên
  - Thượng tướng Lê Huy Vịnh, Thứ trưởng Bộ Quốc phòng [10]
  - Đặng Hoàng Oanh, Thứ trưởng Bộ Tư pháp [10]
  - Trung tướng Khuất Việt Dũng, Phó Chủ tịch Hội Cựu chiến binh Việt Nam.
  - Nguyễn Tường Văn, Thứ trưởng Bộ Xây dựng
  - Nguyễn Thị Kim Chi, Thứ trưởng Bộ Giáo dục và Đào tạo [8]
  - Trần Minh Hùng, Phó Tổng giám đốc Đài Tiếng nói Việt Nam (VOV)
  - Đỗ Đức Hoàng, Phó Tổng giám đốc Đài Truyền hình Việt Nam (VTV)
  - Nguyễn Tuấn Hùng, Phó Tổng giám đốc Thông tấn xã Việt Nam (VNA)
  - Phan Văn Hùng, Phó Tổng biên tập Báo Nhân dân
  - Tôn Ngọc Hạnh, Phó Chủ tịch Hội Liên hiệp phụ nữ Việt Nam
  - Hoàng Công Thủy, Phó Chủ tịch Ủy ban Trung ương MTTQ Việt Nam
  - Nguyễn Xuân Định, Phó Chủ tịch Ban Chấp hành Trung ương Hội Nông dân Việt Nam
  - Nguyễn Ngọc Lương, Bí thư Thường trực Trung ương Đoàn Thanh niên Cộng sản Hồ Chí Minh